# Kaiku (equipo ciclista)

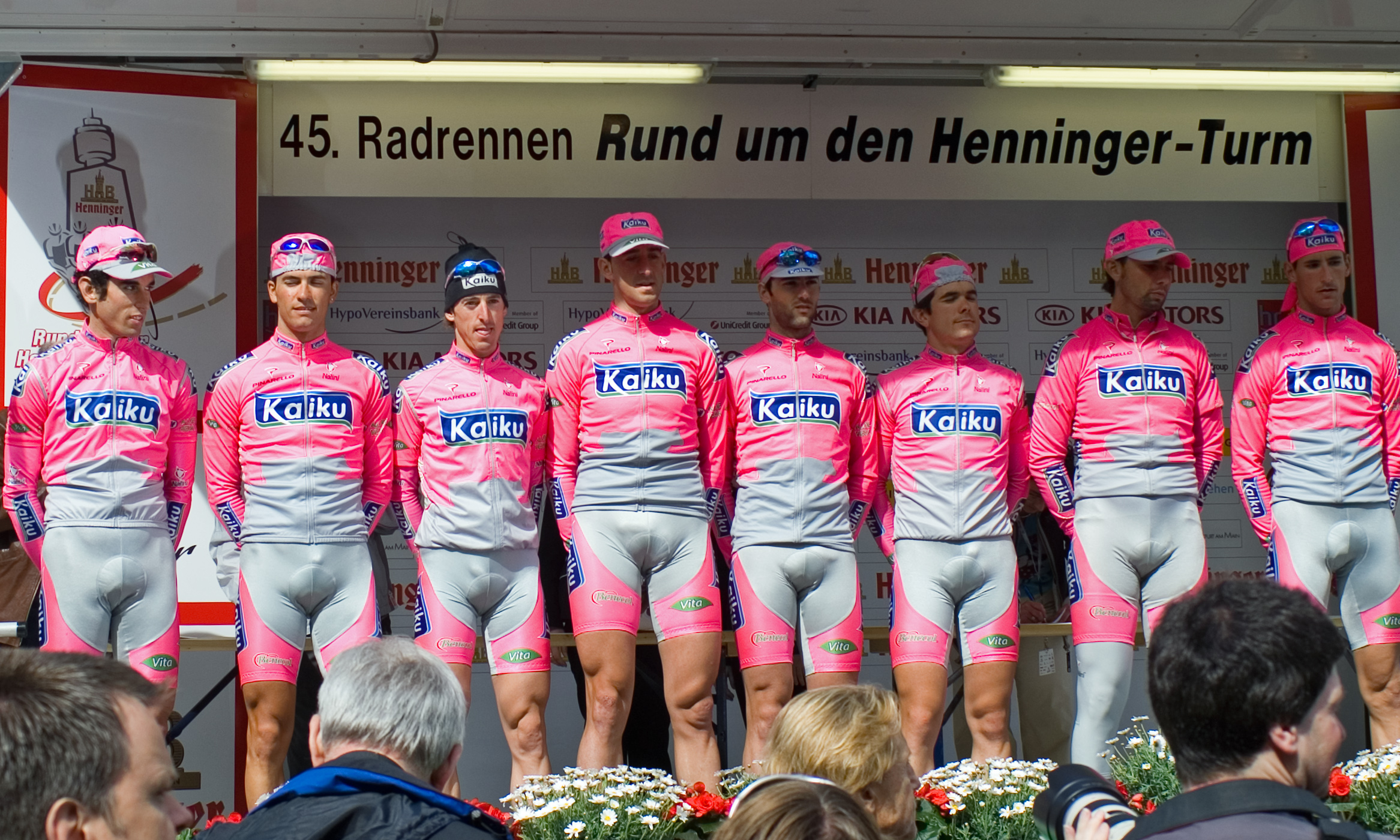
El equipo Kaiku en 2006.

Kaiku fue un equipo ciclista español desaparecido en 2006 que formaba parte de categoría Profesional Continental. En su última etapa, estuvo dirigido por Óscar Guerrero, ayudado por Juan Manuel Hernández.

## Historia del equipo

### Equipo amateur
El equipo se fundó en el año 1983 como equipo amateur teniendo en sus filas durante este tiempo a grandes corredores como Abraham Olano, Juan Carlos Domínguez, Juan Antonio Flecha o Mikel Astarloza. Hubo un primer intento para lograr que el equipo fuese profesional en el año 1991 pero fue al traste.
Dicho equipo amateur desapareció en 1999.

### Equipo profesional
Posteriormente (en el año 2005) consiguió apoyos para hacerse equipo Profesional Continantal para disputar carreras profesionales con un plantel de corredores muy jóvenes, inexpertos la mayoría, pero con una gran ilusión y un gran potencial de futuro como Ezequiel Mosquera o Andoni Aranaga. La formación tendría como filial en el campo amateur al Caja Rural del Club Ciclista Burunda (Alsasua, Navarra), equipo del que había sido director deportivo Óscar Guerrero.
La falta de financiación llevó al equipo a anunciar su disolución el 14 de noviembre de 2006, provocado, en parte, por las negativas de la Vuelta a España a invitarles tanto en el año 2005 como en el 2006 a pesar de que en ese año retirasen la invitación al Comunidad Valenciana. El equipo mediante un comunicado criticó duramente esa decisión de no invitarles. A pesar de ello la empresa láctea Kaiku ya aseguró que su proyecto era solamente de dos años.
Óscar Guerrero, su último director, pasó a dirigir el nuevo equipo canario Fuerteventura-Canarias en la isla majorera.

#### Clasificaciones UCI
A partir de 2005 la UCI instauró los Circuitos Continentales UCI, donde el equipo estuvo desde que se creó dicha categoría, registrado dentro del UCI Europe Tour. Estando siempre solamente en la clasificación del UCI Europe Tour Ranking dado que solo compitió en dicho continente. Las clasificaciones del equipo y de su ciclista más destacado fueron las siguientes:
| Año       | Clasificación por equipos | Mejor corredor en la clasificación individual | Posición |
| 2005      | 22º                       | Jon Bru                                       | 51.º     |
| 2005-2006 | 14.º                      | Ricardo Serrano                               | 9º       |

## Plantilla
Para años anteriores, véase Plantillas del Kaiku

### Plantilla 2006
| Nombre                   | Nacimiento | Nacionalidad | Equipo 2005           |
| Jorge Azanza             | 16/06/1982 | España       | Kaiku                 |
| Antonio Berasategui      | 24/01/1978 | España       | Kaiku                 |
| Jon Bru                  | 18/10/1977 | España       | Kaiku                 |
| Carlos Castaño           | 07/05/1979 | España       | Andalucía-Paul Versan |
| Dionisio Galparsoro      | 13/08/1978 | España       | Kaiku                 |
| Rodrigo García           | 27/02/1980 | España       | Kaiku                 |
| Iván Gilmartín           | 14/04/1983 | España       | Neo (Caja Rural)      |
| José Antonio López Gil   | 11/07/1976 | España       | Kaiku                 |
| Alberto Losada           | 28/02/1982 | España       | Neo (Caja Rural)      |
| Israel Núñez             | 31/05/1979 | España       | Kaiku                 |
| Rubén Oarbeaskoa         | 21/11/1975 | España       | Kaiku                 |
| Juan José Oroz           | 11/07/1980 | España       | Neo (Caja Rural)      |
| Adrián Palomares         | 18/02/1976 | España       | Kaiku                 |
| Javier Ruiz de Larrínaga | 02/11/1979 | España       | Kaiku                 |
| Fernando Serrano Sánchez | 19/01/1979 | España       | Kaiku                 |
| Ricardo Serrano          | 04/08/1978 | España       | Kaiku                 |
| Pablo Urtasun            | 29/03/1980 | España       | Kaiku                 |
| Gustavo César Veloso     | 29/01/1980 | España       | Kaiku                 |